# De Burght (Heer)
De Burght is een van oorsprong middeleeuws kasteel in het Nederlands-Limburgse dorp Heer, tegenwoordig een buurt van de gemeente Maastricht.

## Geschiedenis en bewoners
De Burght was waarschijnlijk oorspronkelijk een 11e-eeuwse donjon van de ridders van Heer, aangezien al in 1070 sprake is van een "huis te Here".
Heer was in de middeleeuwen een van de Elf banken van Sint-Servaas, behorende bij het vrije rijkskapittel van Sint-Servaas te Maastricht en werd voor het eerst als zodanig vermeld in 1202. De rijproosten van het kapittel gebruikten De Burght als woning en kapittelgevangenis. In 1408 zou de burcht zijn verwoest, maar daarna moet deze weer zijn opgebouwd, aangezien deze in de 15e eeuw zou hebben gediend als gevangenis van Luik. In 1489 was er sprake van het slechten van het huis ter voorkoming van bezetting door vijandige groepen. In 1509 bewoonde kanunnik Johan Rethens het kasteel. In 1578, tijdens de Tachtigjarige Oorlog, werd het gebouw door brand geteisterd, in 1583 was het weer hersteld, waarna proost Engelbert Boonen er neerstreek.
Toen in 1632 Maastricht werd ingenomen door Staatse troepen kwam het kapittel onder voogdij van de Staten-Generaal, maar verder bleef alles bij het oude. Het kasteel bleef bewoond door de rijproosten van het kapittel, die het in 1776 moderniseerden, tot het in de Franse Tijd, na opheffing van het kapittel, in beslag werd genomen. Nieuwe eigenaar werd de Maastrichtenaar Jean François Bachelier, die het doorverkocht aan Frans de Backer uit Mechelen. In 1857 werd A.H. Becker eigenaar. Deze liet in het interieur de zeer dikke buitenmuren deels wegkappen met als doel om ruimte te winnen. Later werd het gebouw verhoogd en werden vier hoektorentjes aangebracht. In 1931 werd de oorspronkelijke kap vervangen door het huidige mansardedak.
Na de Tweede Wereldoorlog werd het kasteel gebruikt als onderkomen voor het Internaat voor Sociale Jeugdzorg. In 1963 kwam het kasteel in handen van A.J. Leufkens. Sinds 1979 werd de familie Hautvast-Van Dinter eigenaar, die het object verhuurt als restaurant en kantoorruimte. De naastgelegen kasteelboerderij "de Burghthof" was/is in gebruik als studentenhuis.
Sinds 2018 is het kasteel met de omliggende tuinen eigendom van de zakenman Michel Maes, die eerder het naburige kasteel Kasteel Oost in Oost-Maarland bewoonde. Maes restaureerde het kasteel en plantte er een wijngaard, waarmee De Burght naar eigen zeggen het eerste Nederlandse wijnkasteel is geworden.

## Beschrijving van het kasteel
De onderbouw is grotendeels oorspronkelijk met restanten van de 13e- of 14e-eeuwse donjon: zwaar muurwerk van 2,3 meter dikte, waarvan 90 cm aan de buitenzijde uit kolenzandsteen bestaat, en 140 cm aan de binnenzijde uit Limburgse mergel. De onderbouw heeft een tongewelf en schietsleuven. Het muurwerk van de bovenbouw is grotendeels uit mergel opgetrokken. Deze bovenbouw is in de loop der eeuwen diverse malen vernieuwd. Het huidige uiterlijk van het gebouw is ontstaan na ingrijpende wijzigingen in 1776, ca. 1857 en 1931. Het gebouw heeft een rechthoekige plattegrond en bestaat uit drie etages. Het is geheel omgeven door een omgrachting en is bereikbaar via een stenen bruggetje.
De kasteeltuin is sinds 2018 opnieuw aangelegd. Daarbij zijn de kasteelgracht en de monumentale bomen (rode beuk, acacia, esdoorn en kastanje) behouden. De tuin is een gemeentelijk monument. In de tuin staan vier barokke tuinbeelden, die de vier jaargetijden voorstellen. Ook is er een bescheiden wijngaard met 150 Chardonnay wijnstokken.
Ten noordoosten van het kasteel ligt op Burghtstraat 8 een 18e-eeuws huis dat mogelijk als koetshuis voor De Burght diende. De gevelsteen met opschrift "koetshuis de Burgh, 1717", die dat lijkt te bevestigen, is echter modern. Het gebouw is een gemeentelijk monument.

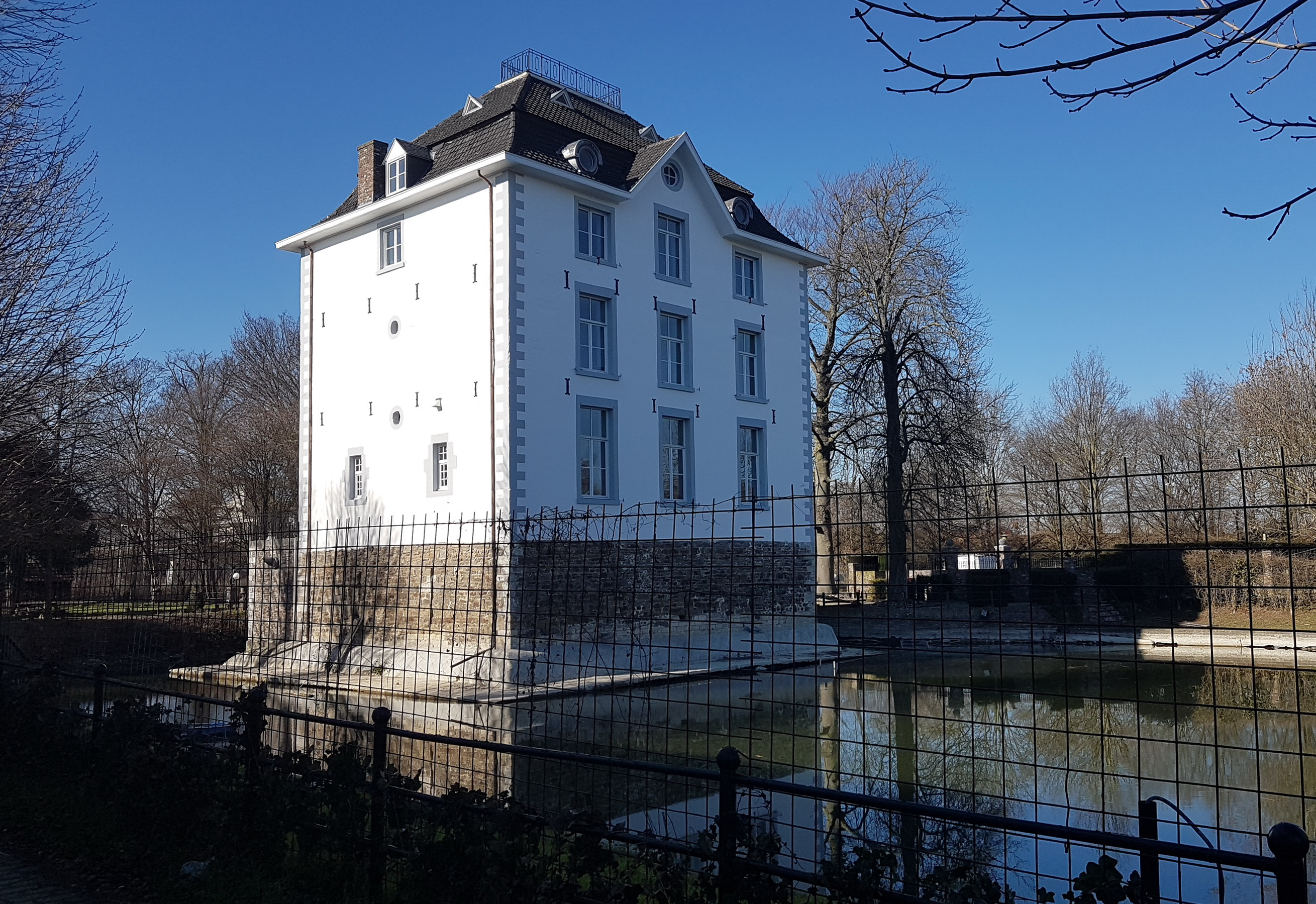
Zuidoostzijde
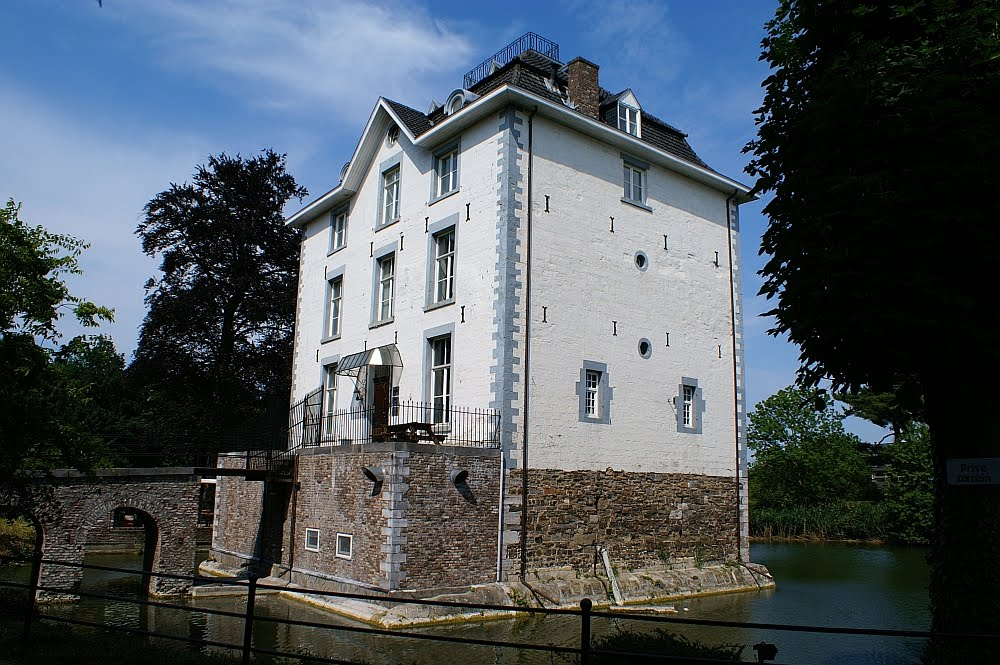
Zuidwestzijde met brug
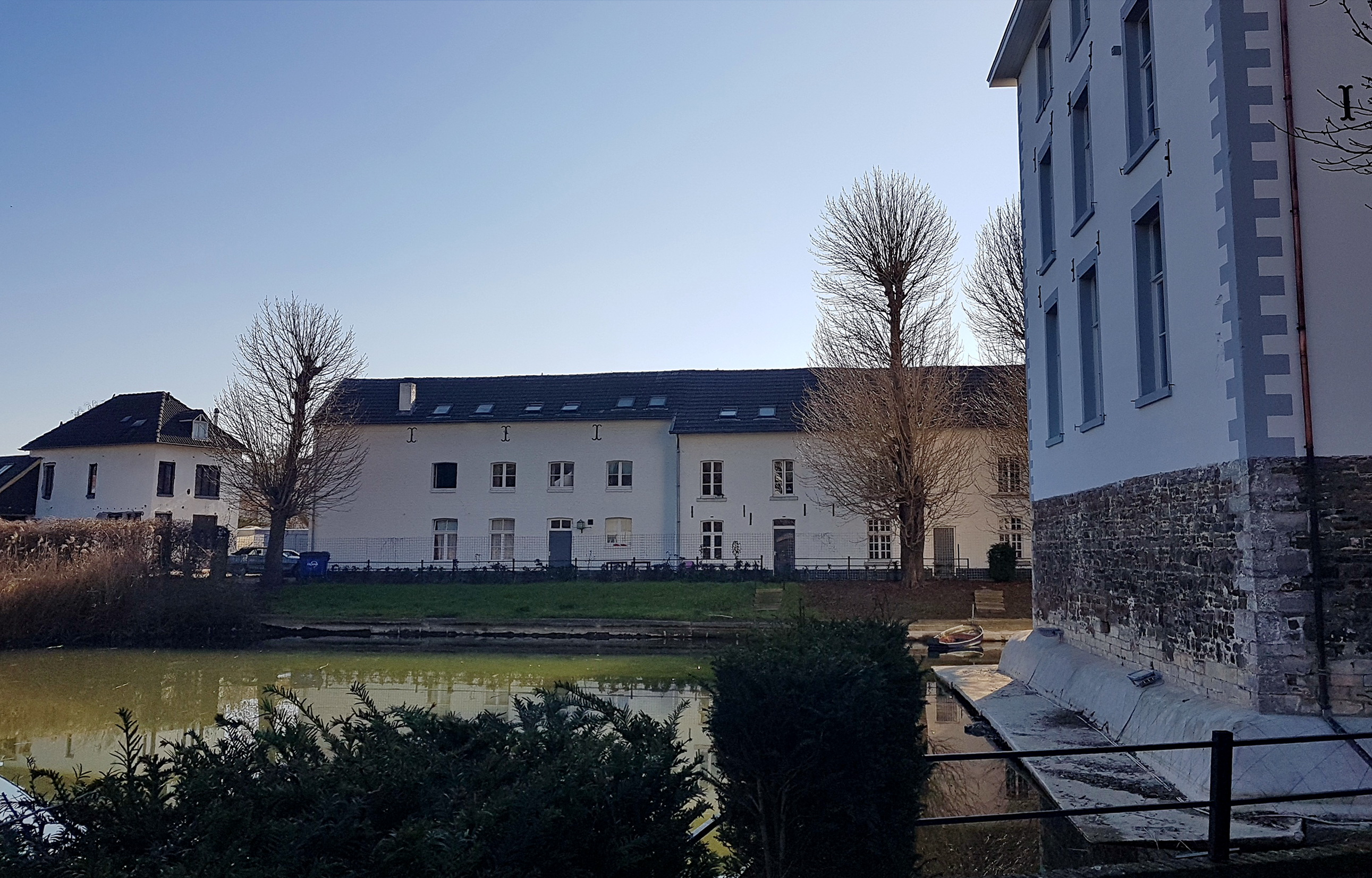
Gracht en dienstgebouwen
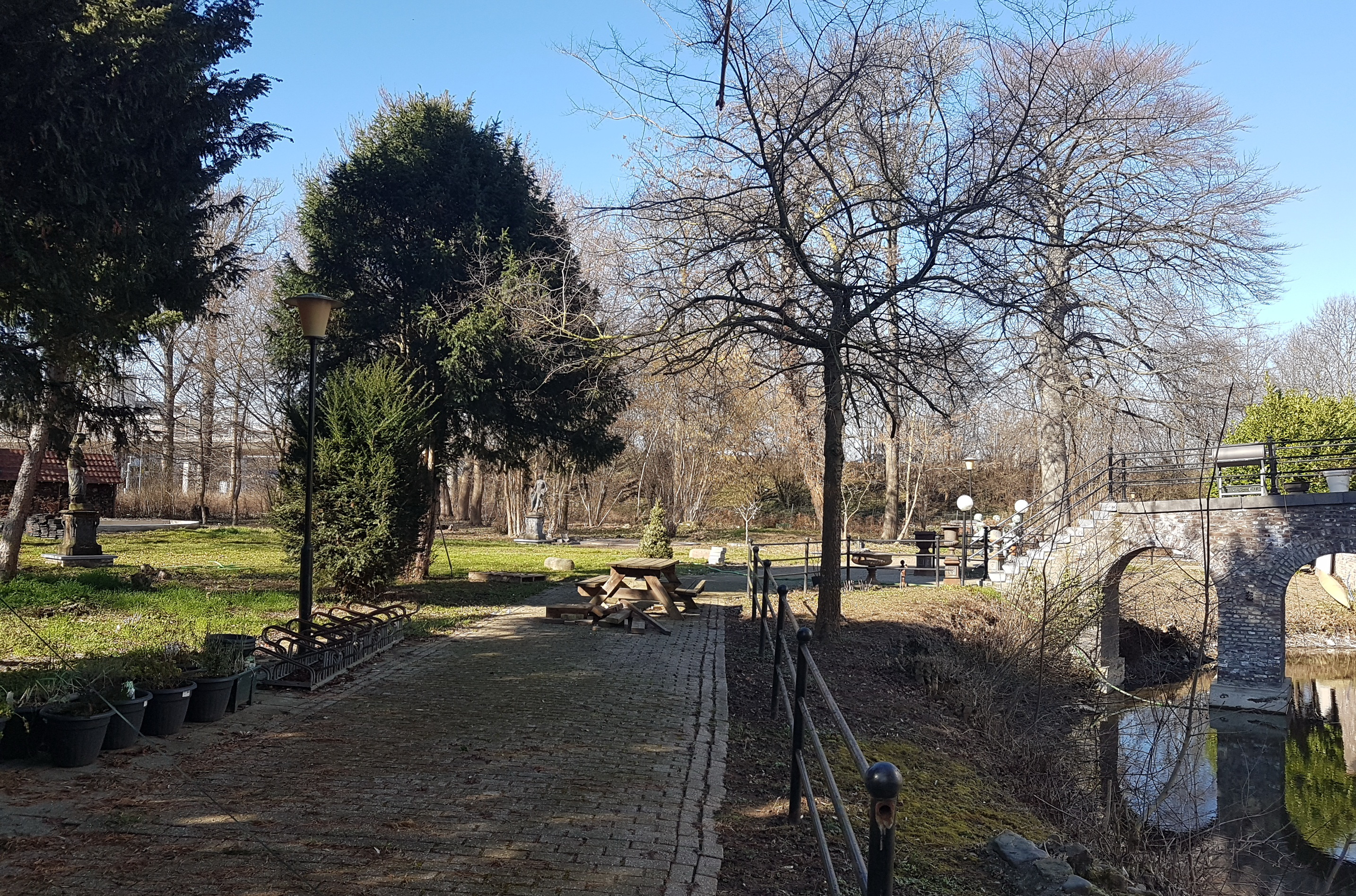
Kasteeltuin